# هجمات حزب العمال الكردستاني 1984
في 15 آب / أغسطس 1984 قام حزب العمال الكردستاني بقيادة محسوم كوركماز (المعروف باسم «أجيت») بهجمات كانت بداية المرحلة الأخيرة من الصراع الكردستاني التركي.
حيث قرر حزب العمال الكردستاني في ختام المؤتمر الذي عقد في الفترة من 20 إلى 25 آب / أغسطس 1982 في درعا، سوريا، أن حزب العمال الكردستاني سيبدأ التحضير للتمرد داخل تركيا وافتتحت معسكرات تدريب في سوريا وفي سهل البقاع اللبناني، وأرسلت فرق عبر الحدود لإجراء الاتصالات مع السكان المحليين. بعد سنوات من التحضير، شن حزب العمال الكردستاني أول هجماته الكبرى في 15 أغسطس 1984. وقد قاد الهجوم مؤسس الجناح العسكري لحزب العمال الكردستاني.
هاجمت قوات حزب العمال الكردستاني مركز الدرك في إروه في سيرت وقتلت جنديا من قوات الدرك وأصابت ستة جنود وثلاثة مدنيين. وفي الوقت نفسه، هاجمت قوات حزب العمال الكردستاني منشأة للدرك في الهواء الطلق، ومساكن تابعة للشرطة، ومحطة للدرك في شمدينلي، هكاري وقتلت شرطيين وأصابت ضابط شرطة وجندي واحد.
في البداية، لم تتخذ السلطات التركية هذه الهجمات على محمل الجد،  إلا أن الهجوم أعقبه غارة على مركز للشرطة في سيرت في 17 أغسطس،  والذي سرعان ما أعقبه هجوم أسفر عن مقتل ثلاثة من جنود الحرس الرئاسي للجنرال كنعان أورن في يوكسكوفا ونصبوا كمينا اخرا قتل فيه 8 جنود أتراك في تشوكورجه، في مقاطعة هكاري.
تصاعدت أعمال العنف التي شنها المتمردون في جنوب شرق تركيا في الأغلبية الكردية بعد الهجمات.
 وقتل نحو 2500 شخص خلال النزاع بين 15 آب / أغسطس 1984 و 1991. وارتفع هذا العدد إلى 17500 بين عامي 1991 و 1992 ، وتقدر الدولة التركية عدد القتلى من قبل التمرد ب 44,000 شخص حتى سبتمبر / أيلول 2008.